# Majer István (pedagógus)
Majer István (másként: Májer István, „István bácsi”, Mocsonok (Nyitra vármegye), 1813. augusztus 15. – Esztergom, 1893. november 21.) teológiai doktor, stagni választott püspök és nagyprépost, egyházi, pedagógiai, népszerűsítő író, grafikus.

## Élete

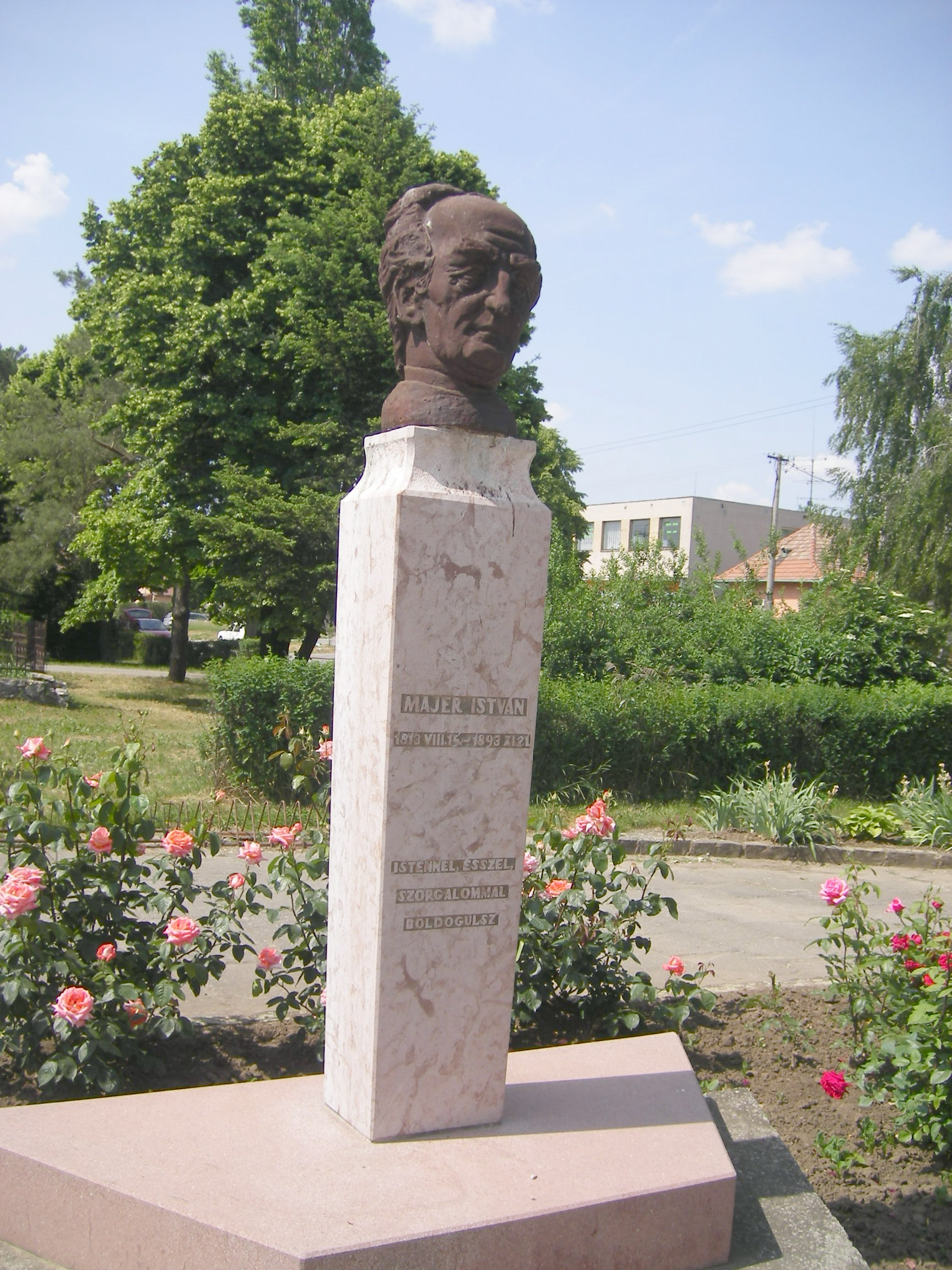
Majer istván emlékműve Kürtön

Mocsonokon született, hol atyja Majer Mihály Kluch püspöknek 27 évig udvari tisztje volt; anyja Tillmann Antónia. Kluch püspök felismervén hű emberének fiában a tehetséget, azt távol a szülői háztól saját költségén és nézetei szerint neveltette. Elemi iskoláit Érsekújvárott, a gimnáziumot Esztergomban végezte. 1828-ban az esztergomi főmegye növendékei közé vétetett föl és Nagyszombatban hallgatta a bölcseleti és teológiai tanulmányokat 1834-ig. Mint másodéves hittanuló 1832-ben azon négy lelkesebb kispap egyike volt, kik a nevelőben a magyar nyelvgyakorló egyesület létrehozását indítványozták és elöljárói jóváhagyás mellett életbe is léptették. Gyermekkora óta a szépművészetek iránt táplált hajlamát magán szorgalommal annyira kifejtette, hogy 1832-től 1834-ig igazgatója fölhívására, növendéktársainak rendes órákban a rajzolásban útmutatást adott. Növendéki pályája után ifjú kora miatt azonnal pappá nem szentelhették fel, tehát Sennyey Pál és Géza báró ifjak mellett nevelősködött 1836-ig. Pestre költözött, ahol jogi tanulmányai mellett a kor jeles tudósainak társaságában gyarapította ismereteit. Itt tanulta meg a rézmetszést, és szent képei csakhamar tetszést arattak s 1845-ben már 3. kiadást értek meg. Tájrajzai a Regélő, Rajzolatok, Honművész, Életképek, a kassai Képes Ujság mellett és Vahot Imre Magyar föld és népei című folyóiratában és a lipcsei Illustrirte Zeitungban jelentek meg. De legmaradandóbb érdemeket szerzett a saját kezével kőbe, fába s rézbe metszett és nyomtatásban kiadott fekete és színezett Magyar szentképek című vállalat kiadásával (melyből 1838-ban 12 000 1840-ben 22 000, 1845-ben pedig százezer példányt bocsátott ki); a jövedelem nagyobb részét a szorgalmas tanuló ifjúságnak szentelte. Olajfestése, mely Ganganelli veszedelmét ábrázolja, a pesti műkiállításon is közszemlére volt kitéve.
1836. augusztus 29-én Vácon pappá szentelték. Nevelői pályáját október 9-én a muzslai segédlelkészséggel váltotta fel. 1838. június 12-én Esztergomba helyezték át. 1842. szeptember 17-én Kopácsy hercegprímás az általa s káptalanja által alapított mesterképző-intézet egyik tanárának nevezte ki. Tapasztalás és önképzés végett beutazta hazánk legnagyobb részét, Erdélyt és Horvátországot, az ausztriai német és olasz tartományokat, hol a jelesebb intézeteket tanulmányozta. 1845-ben ő volt a főtényező, hogy Nedeczky Katalin Esztergomban kisasszonynevelő és tanítóintézetét a kor kívánalmai szerint átalakította. 1847-ben az orvosok és természetvizsgáló gyűlésén Sopronban elősegítette a műtani osztály megalakulását, melynek jegyzőjévé választották. 1848-ban az ország tanítói által Pesten az egyetem épületében tartott tanácskozás szintén jegyzőjéül választotta; a püspöki kar a tanügy rendezése tárgyában Pesten tartott tanácskozásra szintén meghívta. 1849. október 27-én az egyetem tanácsa megválasztotta a bölcselet-karbeli felsőbb pedagógia helyettes tanárává, 1850 végével pedig Pest város összes nyilvános elemi és magániskoláinak igazgatója lett. A központi iskolák sorsát szívén hordván, a tanító-tanácskormányokat és a tanítókönyvtárt létrehozta; az ő terve szerint és sürgetésére életbe léptették a vasárnapi iskolákat is, melyeknek megkedveltetésére és sikeres terjesztésére alkalmas terv írójának a Néplapban pályadíjat is hirdetett. Egyik tervezője és létrehozója volt a pesti első bölcsődének, miért a bécsi s párizsi bölcsőde (Cręche)-egyletek tiszteletbeli tagjukká választották.

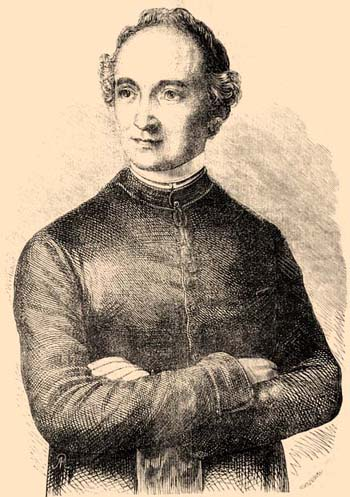
Majer István képe a Vasárnapi Ujság 1855. 41. számában
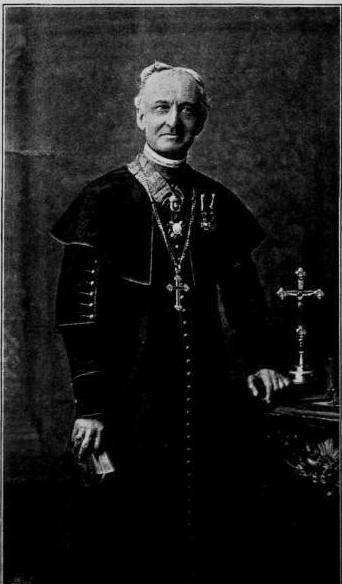
Majer István egész alakos, időskori képe a Vasárnapi Ujság 1885. 39. számába
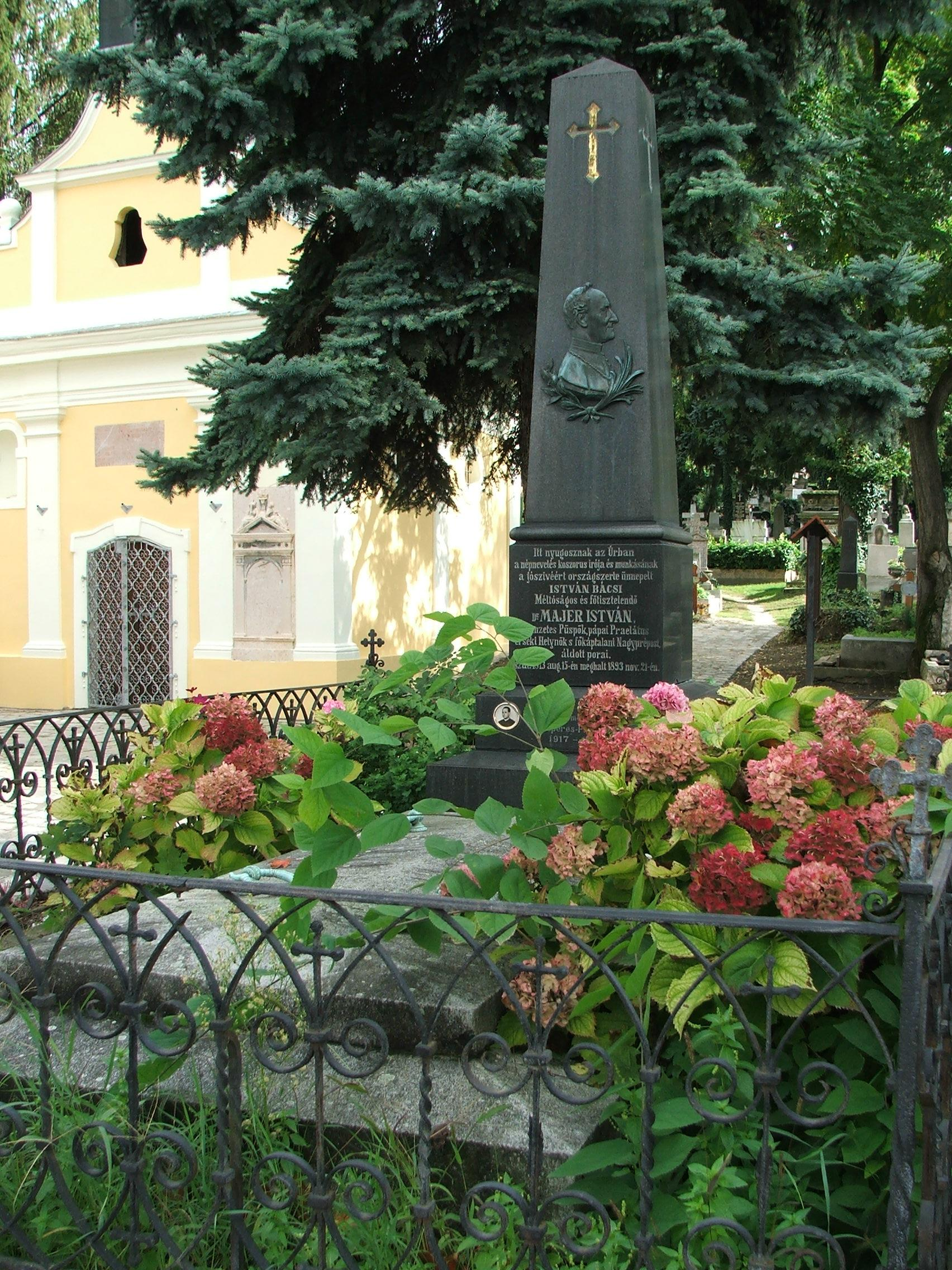
Sírja az esztergomi Belvárosi temetőben
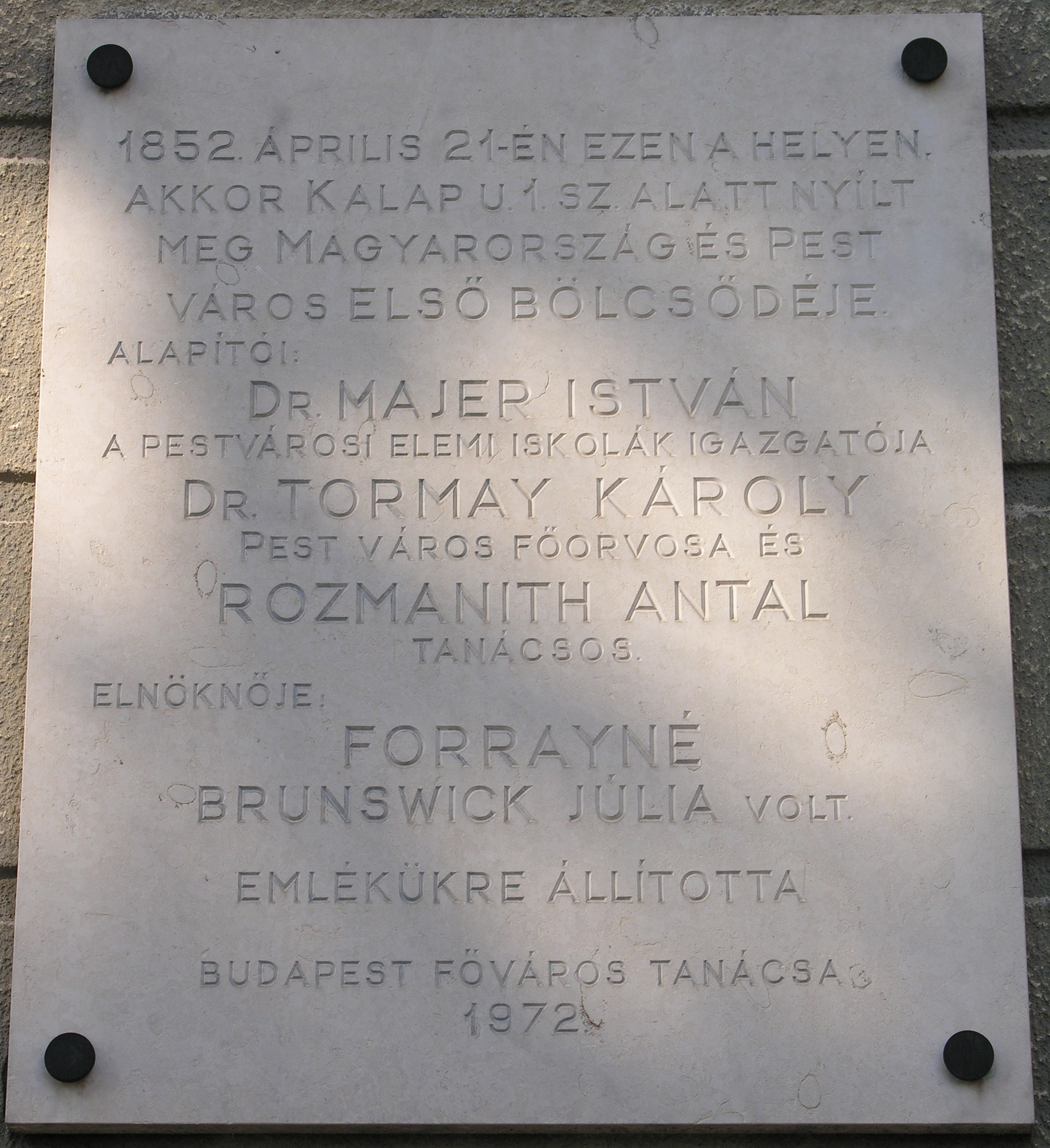
Magyarország első bölcsődéjének emléktáblája, Budapest V.

1857. február 26-án kürti (Komárom megye) plébános, 1866. április 26-án esztergomi kanonok lett. 1867. június 25-én a III. osztályú vaskoronarendet kapta. 1869. június 12-én Esztergom melletti Szent Benedekről nevezett címzetes apát, 1874. július 3-án pápai prelátus és október 3-án honti főesperes lett. 1876. szeptember 12-én kapta a Lipót-rend lovagkeresztjét (később a vaskoronarendet is); 1877. április 14-én a budapesti egyetem hittani kara a tiszteletbeli doktorok sorába iktatta. 1880. március 21-én stagni címzetes püspök, 1884 júniusában a hercegprímás lelkiekben helyettese, augusztus 2-án szentgyőrmezei prépost és székesegyházi főesperes (1886. szeptember 4-én őrkanonok, november 27-én olvasókanonok) lett, 1885. április 15-én pedig őfelsége kinevezte a főrendiház örökös tagjává. 1889. december 20-án káptalani nagyprépost lett. 1891-ben Simor halálával az esztergomi érseki szék megüresedvén, káptalani helytartóvá választatott; később az esztergomi érseki szék helynöke lett. A Szent István Társulat tudományos és egyházirodalmi osztályának tagja, a zsinati vizsgáló-bizottság elnöke, főegyházmegyei könyvbíráló, Esztergom megye közigazgatási bizottságának tagja s Esztergom város díszpolgára volt. Meghalt 1893. november 21-én Esztergomban. Közcélokra 15,000 forintot hagyott.
Arcképei: kőnyomat Barabástól 1857. nyomt. Reiffenstein és Rösch Bécsben és Herquitől 1873., nyomt. Horn és Zobel Pesten (a Hajnal Albumban).

## Munkássága
Nevezetesebb cikkei a következő folyóiratokban és hírlapokban: 
- Tudományos Gyűjtemény (1835. VIII. ABC-ék tökéletesítéséről, XII. Észrevételek a m. tudós társaságnak ajánlatban levő egyszerített kettős mássalhangzóiról, 1836. III. Min alapszik azon sokoldalú és szoros összeköttetése a religiónak a művészetekkel, mely a katholikus egyházban oly fölségesen tündöklik);
- Jelenkor és
- Társalkodó (több mint 12 évig levelezője);
- Honművész (1835. II. Fametszés);
- Regélő (1835. Szeget szeggel, 1837. A divat és fényűzési túlságok ellen);
- Egyházi Tár (1837. Fogarasi görög kath. megye 1835. Névkönyve);
- Magyar Sion (1838. Az oltári szentség imádása Muzslán, 1838. Töredék az ertsi apátság történetéhez, A keresztény hit terjesztéséről missiók által);
- Religio és Nevelés (1841. Magyar sz. Erzsébet emléke, 1843. Népnevelési vezéreszmék, 1845. Vándorpillanatok: Fiume, Triest, Adriai-tengeren, Egyházi énekről, Népnevelés keresztény szellemben, 1846. Az iskolai ifjúság föllépéséről, 1848. Iskolai imádságról, 1849. Pillanat a szentföldre; ezen lapba 50-nél több cikket írt);
- Társalkodó (1842. Smidt Ferdinand József derék hazánkfia);
- Magyarföld és Népei (1846. Muzslai népviselet);
- Nemzeti Ujság (1847-48.);
- Honderű (1847. I. Casagrande, II. A nyilvános nőnevelés rendszerének korszerű vizsgálata, Casagrande);
- kassai Képes Ujság (1848. Április 10-re, mint V. Ferdinánd apostoli királyunk születés napjára, költ., A szabadság oszlopa Casagrangetől, 1848. márczius 15. emlékeül felállítandó Pesten a szabadságtéren, Mária Nostra, két képpel);
- Nemzetőr (1846 Kossuth villámokkal jár);
- Katholikus Néplap (1848. Genoveva szép története, 1850. Sz. Józsefről nevezendő falusi ipartanodákról, Kisdedóvásról, Egy atyának oktatása Gyertyaszentelő Boldogasszony ünnepére, Az isteni gondviselés csodálatos, Jó az Isten, jót ád, Komoly szó a szülőkhöz, Népnevelési nézetek, 1851. Hébecz);
- Katholikus Iskolai Lap (1849. Föl népnevelők a reform mezejére);
- Remény (1851. Irodalmi régiségek, Baróti Szabó Dávid kézirataiból 1793.);
- Családi Lapok (1852. Pesti virág- és terménykiállítás, Kesseleőkeő, Bölcsőde);
- Pesti Napló (1853. 937. sz. Az éltető erő újabb tüneményei);
- Magyar Sajtó (1855. 96. sz. Pázmány Füzetekről, 95. sat. sz. Menhely a szegény árváknak, vagy az árva gyermekek neveltetéséről és különösen Pesten állítandó gyámoldákról, pályadíjas mű);
- Vasárnapi Ujság (1856. Esztergomnak története és leírása az esztergomi basilika felszentelése alkalmából, Szent-Márton Pannonhegyén, Pesti József-árvaház, Károly Ambrus, esztergomi érsek, Kopácsy József, Lósy Imre, Oláh Miklós, Rudnay Sándor, Scitovszky János, Széchenyi György, Várady Pál, Bakács Tamás élete, 1858.);
- István bácsi Naptára (1856-57. A vasárnapi iskolákról, A népnevelők teendői hónaponkint, Bölcsi iskolamesterek követésre méltó népnevelési módja, 1857. Garay-Walter Zsuzsánna, 1858. A népnevelők mint selyemtenyésztők, Az első nőműkiállítás Budapesten, 1859-60. A tompaeszűek neveléséről, 1862. Kürthön hogyan tanítják a honismét, s Kürth ismertetése, A nő mint a szenvedők vigasztaló angyala, Ney Ferencz, Palkovics György egy derék tót hazánkfia, Szentgály Ágoston Benedek, A két Heliser, Ney Ferencz, 1863. A nyolcz kürthi koszorú, 1864. Az esztergomi vártemplom épülő homloktornácza, A falu korcsmájában hogy lehet a közjót előmozdítani, Zibrinyi József, Felfedezett emlék Visegrád fénykorából, 1865. Isten legnagyobb tisztelet-, kegyelet- és szeretetünkre méltó. A gazdászattanításának szüksége néptanodáinkban, 1866. Bethlehem, pásztorjáték, 1868. A gazdászati ipar legjobb óvszer az inség ellen, 1870. Majer-Tillmann Antonia emléke, 1873. Brunszvik Teréz grófnő, 1887. Kellner Lőrincz életrajza, Gróf Széchenyi István és az iparos növendék);
- Tanodai Lapok (1856. A tanítói könyvtárakról, 1857. Minő módszert kell követni a német nyelv tanításában, 1858. A népiskola gyakorlati, korszerű vagyis életrevaló legyen, 1862. Az elemi tanodai nevelés mint tudomány és mesterségről, 1863. Gazdászat, s jelesen a kertészet, gyümölcsészet tanítását és begyakorolhatását nem mellőzheti a jó népnevelő);
- Pázmány Füzetek (IV. 1859. Adventi tanítások);
- Nép Ujsága (1859-60. István bácsi levelei);
- Idők Tanúja (1860-68.);
- Esztergomi Ujság (1863-tól);
- Képes Ujság (1864. Arany tanácsok István bácsitól, 11 vezérczikk);
- Religio (1865. Az esztergomi új papnövelde, 1886. De jubilaeo archi-episcopi sacerdotali solemniter celebrando);
- Sürgöny (1866. 243-45. sz. Esztergom főpapjai);
- Egyházi Lapok (1867. A házasság szentségének három nőnemre való befolyásáról);
- Esztergomi Közlöny (1867-1868.);
- az esztergomi kisdedovoda Értesítőjében (1874-84. Elnöki beszédei és évi jelentései);
- Isten igéje (1876-tól);
- Esztergom (1878-tól);
- Magyar Nyelvőr (1883. Az «ivad» szóról);
- Jézus szent szivének Hirnöke (1884-től);
- Isten Igéje (1884-től);
- Ország-Világ (1885. Ipolyi-Stummer Arnold püspök);
- a Magyar Államnak is munkatársa volt.

## Munkái
1. A fölszentelt papok kettős tiszteletre méltók. Egyházi beszéd, melyet nagytiszteletű Bartoss Lajos úr, az esztergomi főmegye újszentelt papjának 1838. okt. 4. Sárisápon tartatott első szent miséje közben mondott. Esztergom. (A jövedelem a Dunánk által károsított esztergomiaknak szenteltetik.)
2. Vidor szóváltás kártyalapokra alkalmazva. Mulatva oktató játékszer. Uo. 1840.
3. Szózat. Hg. Kopácsy József, Magyarország primásához az esztergomi mesterképző intézet megnyitásakor mondotta. Uo. 1842.
4. Népneveléstan. Buda, 1844. (Ezen munka a magyar irodalomban a maga nemében első. Ism. Egyh. Lit. Lap 1845. II. 5-7. sz., Honderű II., Pesti Divatlap. Szlovákul is megjelent Caban András (Czaban András, Ondrej Caban] fordításában. Buda, 1847.)
5. Szindarabok az ifjúság számára. Pest, 1846. (Élni siess! Szindarab három szak., Ki mint vet, úgy arat, dr. négy szak., Örüljetek az életnek! Szindarab három szak.)
6. Liturgika, vagya római katholika anyaszentegyház szertartásainak és ezek körüli egyházi szolgálatnak ismertetése. Mesterképző intézeti növendékek számára. Buda, 1847. (V. Ferdinand legfelsőbb határozatánál fogva a helytartótanács által 400 frtos pályadíjjal jutalmazott mű.)
7. A rézmetszeteknek műtana. Írta s a természetvizsgálóknak Sopronyban tartott VIII. gyűlésük alkalmával felolvasta. Uo. 1847. Rajztáblával.
8. Egészségtan a nép számára. Írta és kiadta ... A jövedelem t. ns. Esztergom vármegye inséggel küzdő adózóinak szenteltetik. Esztergom, 1847. (és Buda, 1847. Újabb kiadás. Eger, 1885. Koller Jakab bécsi plébános németre fordította.)
9. A magyar képezdék reformja. Írta s az oktatási miniszter úrnak benyújtotta. Esztergom, 1848.
10. A jó házi gazda. A nép számára életszabályul. Vác, 1848. (2. kiadás. Esztergom, 1868. Népirat 1., 3. k. Eger, 1885.)
11. Az esztergomi honvédápoló-társulat alapszabályai. Esztergom, 1848.
12. Népszerű egyházi beszédek az év minden vasárnapjára és a r. ker. kath. egyház minden rend szerinti és némely rendkívüli ünnepeire és bőjti napjaira. Pest, 1849., 1851. Két kötet. (I. Az év minden vasárnapjára, II. Az Úr, Mária és némely nemzeteknek ünnepeire, rendszerinti és rendkívüli ünnepélyekre és nagy bőjtre.)
13. A jó és olcsó könyvkiadó-társulat fametszvényei. Rendezte és kiadta ... a társulat ügynöke. I. füzet. Uo. 1850.
14. A szab. kir. Pest városában létező reál- és elemi tanodák az 1850-51., 1851-1852. és 1852-56-ig minden évben. Uo.
15. A pesti első bölcsőde megalakítása és ismertetése. Uo. 1852.
16. Az első pest-magyarországi bölcsőde alapszabályai. Uo. 1852. (Magyar és német szöveggel.)
17. A bölcsőde. Értekezés. Uo. 1852. (Németül: Uo. 1852.)
18. Arany tanácsok vándorló mesterlegényeknek utravalóul. Kiadja a jó és olcsó könyvkiadó-társulat. Uo. 1852.
19. Pestvárosi Josephinum árvaház ismertetése. Uo. 1853.
20. Első évi jelentés az első pesti bölcsődéről. Uo. 1853.
21. ABC és olvasókönyv. Az ausztriai birodalombeli kath. elemi és népiskolák számára. Bécs, 1853.
22. István bácsi, a boldog családatya és okos gazda. Népkönyv. Számos ábrázattal. Pest, 1854
  1. hasonmásban: István bácsi, a boldog családatya és okos gazda. Népkönyv; Pytheas, Budapest, 2018
23. Szívmívelő beszélgetések és szinjátékok. Mindkét nemű ifjúság számára. Uo. 1855. (Nyom. Pozsonyban.)
24. Arany tanácsok szolgálók, dajkák, szobaleányok, szakácsnék, gazdasszonyok és más nőcselédek számára. Pest, 1855. (12,000 példányban nyomatott.)
25. István bácsi arany tanácsai a veszedelmekben. Uo. 1856. (Egy ívnagyságú tábla.)
26. A regélő István bácsi. Mulatva oktató család-könyv a nép számára. Számos ábrázattal. Uo. 1857. (2. kiadás. 1858. és 1871. Uo. Közhasznú családi Könyvtár. Ism. Religió 1857. II. 53. sz.) Online
27. A szent keresztút, vagyis Jézus Krisztus kinszenvedése és haláláról való ájtatosság gyakorlata. A hívek használatára szerkeszté. Uo. 1858. (16 színezett képpel.)
28. Milyen legyen a néptanoda? Tanító tanácskozmányi értekezés. Irta és felolvasta az esztergomi főegyházmegyei udvardi kerület tanítóinak Udvardon (Komáromm.) 1858. aug. 2. tartott tanácskozmányán. Buda, 1858. (Különnyomat a Tanodai Lapokból.)
29. Mikép intéztessék a növendék papok képeztetése, hogy az ujonnan rendezett népiskola ügy körül, mint leendő hitoktatók és iskolai igazgatók ebbeli kötelmeiknek a lelki pásztorkodás mellett igazi szakavatottsággal és eredménydúsan megfelelhessenek. Díjra méltatott pályairat. Pest, 1859.
30. Két jutalomnyertes pályairat, melyeket az egyháziaknak a lelkipásztorkodás mellett egyszersmind kitünő tanférfiakká való képeztetését czélzó, a nagym. és főt. veszprémi püspök tr. Ranolder János ur ő exc. által a Tanodai Lapok 1858. 52. számában kitűzött jutalomkérdésre írtak ... és Jarisch Antal. A Tanodai Lapok 1859. folyamából külön kiadá Lonkay Antal. Uo. 1859.
31. Udvardi kalvária könyv. Kegyeletes emlék az udvardi kalváriának szept. 16. történt fölszentelési ünnepélyére. Uo. 1860. (16 képpel.)
32. Szemléleti tanmód az első oktatásnál. Tanítótanácskozmányi értekezés. Írta és az esztergom-főegyházjegyei udvardi alesp. kerület 1859. szept. 19. Perbetén tartott tanítói tanácskozmányon felolvasta. Uo. 1860. (A t. jövedelem az udvard-kerületi tanítói könyvtáré. Különnyomat a Tanodai Lapokból.)
33. A néptanodai jó írás, szépírás, helyesírás és fogalmazás tanításáról az életre. Tanítótanácskozmányi értekezés. Írta és az udvardi kerületnek 1861. szept. 3. Kürthön tartott tanácskozmányában felolvasta. Uo. 1861.
34. István bácsi aranytanácsai szolgák, kocsisok, béresek, ostoros legények, tehenesek, mindenesek s egyáltalán férfi cselédek számára. Kora 50. évének emlékére írta s inséggel küzdő alföldi hazánkfiai javára 10,000 példányban kiadta. Uo. 1863.
35. Ügyes Mari, a kis konyhakertésznő, vagyis alapos oktatás a zöldségtermesztésben. Metzger után magyarítva. Uo. 1863. (Falusi Könyvtár 2. kiadás. Uo. 1871., 3. kiadás. Bpest, 1878.)
36. Elnöki beszédek az esztergomi kisdedovodában 1868-84. Esztergom.
37. Évi értesítés és számadás az esztergomi sérült harczosokat és inségeseket segélyező ideiglenes egylet 1866-67. működéséről. Uo. 1867.
38. Az esztergomi irodalmi egylet alapszabályai. Uo. 1868.
39. Az esztergomi jótékony nőegylet alapszabályai. Uo. 1868.
40. Évi értesítés és számadás az esztergomi nőegylet 1868-71. működéséről. Uo. 1869-72. Négy füzet.
41. A kereszt nekünk Isten ereje. Szent beszéd, melyet az esztergom-zamárdhegyi új keresztnek, főm. Simor János úr Magyarország herczegprimása, esztergomi érsek, mint nagylelkű emelője által, 1871. máj. 3. történt ünnepélyes felszentelése alkalmával a helyszinén mondott. Uo.
42. A néptanodai helyesírás és fogalmazás tanításáról az életre. Pest, 1871.
43. Az esztergomi érseki-főmegye papságának közműveltségre ható irodalmi működése a legújabb korban. Az 1873. világkiállítás alkalmával közzétette. Esztergom, 1873. (Bibliographia cleri archidioecesis Strigoniensis in Hungaria. Ism. Új Magyar Sion.)
44. Szózat dr. Rumy Károly György sírja felett, midőn a bold. tudósnak új emlékköve a tisztelet és hála jeléül 1880. nov. 18. mint születésének százados évfordulóján felavattatott és megkoszorúztatott. Uo.
45. Rövid visszapillantás az esztergomjárási kath. tanító-egylet 12 évi működésére, s egy pályanyertes munka. Uo. 1882.
46. Szózat az Esztergom sz. kir. városi bővített leányiskola ünnepélyes megnyitása alkalmából. Uo. 1883.
47. Szózat, melyet Esztergom kerek sz. Annak templomában Krisztus szent Szive oltárának fölszentelésekor mondott 1884. jan. 20. Kalocsa, 1884.
48. Ezer műkereszt. Eredetileg ollóval rögtönözte és szövegét írta. Bpest, 1884. LX tábla. (Ism. Uj M. Sion. Második és harmadik ezer műkereszt, a budapesti országos kiállításra. Esztergom, 1885. E munkával nagy érmet nyert. Negyedik, ötödik ezer műkereszt. Uo. 1891. előszó és 44 tábla. Ism. M. Sion. Hatodik ezer műkereszt.)
49. Hazafiúi komoly szavak a főrendiházi reform kérdésében, jelesen a katholikus czímzetes püspökök joga mellett. Bpest, 1884. (Névtelenül.)
50. Emlékkönyv. Főmagasságú és főt. Simor János, a római szent-egyház bibornoka ... aranymiséjének ünnepére 1886. Mindszenthava 28. Fölajánlja az esztergommegyei papság. Esztergom. (Szerkesztette ... A művet ékesíti két rézmetszet, 47 fametszet, 12 cincographia, négy chromolithoraphikus és 20 phototypikus kép. Ism. Uj M. Sion.)
51. Szózat, melyet főm. és főtiszt. Simor János bibornok ... által Esztergom-Sz.-György mezővárosában emelt és alapított kisdedóvoda és leányiskolának megnyitása alkalmával mondott. Uo. 1887.
52. Sermo, quo cels. ac rev. dominum Claudium Franciscum Vaszary Dei miseratione et apostolicae sedis gratia archiepiscopum Strigoniensem etc. dum praecelsam sedem suam die 4. Febr. 1892. capesseret nomine metr. capituli salutavit. Uo.

Kiadta Minikus Vince Vezérkönyvét az állat-, növény- és ásványtan oktatásában. Népiskolák használatára. Pest, 1854. (Magyar és német szöveggel, 3. kiadás 1865., 4. k. 1870, 5. magyar k. 1871. és 1872.) és Matusik Nep. János, Az ausztriai közbirodalom honisméje, különös tekintettel Magyar- és Erdélyországra. Pest, 1857. c. munkákat.
Szerkesztette a Katholikus Néplapot 1850. január 3-tól június 30-ig és István bácsi Naptárát, melyet ő alapított, 1856-tól 1870-ig és az 1880. évfolyamot.

### Kézirati munkái
Utazási naplók 1833., Népépítészeti jegyzetek 1844., Adatok Esztergom város és vármegye történeti és helyrajzi leírásához, A tapintatos elemi tanító 1846., Dr. Rumy György emléke 1847. 4rét 39 lap (a budapesti egyetemi könyvtárban), A felsőbb nevelészet elemei, egyetemi felolvasásokra, latinul 1850., Utasítás a fővárosi nyilvános tanítók számára 1851. A bölcs atya oktatásai, népszerű mű 1855., Elmederítő beszélgetések 1858., A jó kenyérsütés mestersége 1858., István bácsi arany tanácsai, vagyis életphilosophia a nép számára 1861-62., Számos egyházi beszéd és tanítás. Muzslai népdalokat, tájszavakat, szójárásokat és közmondásokat a m. tudom. akadémiának, ebedi s perbetei népdalokat pedig a Kisfaludy-társaságnak gyűjtött.
Levelei Horvát Istvánhoz: Muzsla 1836. nov. 1., decz. 2., Esztergom 1840. szept. 7. (a m. n. múzeumban), Rumyhoz 1846. három (a m. tudom. akadémia levéltárában).

## Álnevei és jegye
Párkányi, Szives (a Regélőben és Honművészben 1835-től). M. I.

## Külső hivatkozások
- Majer Istvánról a Vasárnapi Újságban
- Majer István Emléktúra